# Джинджер и Папа
Джинджер и Папа — российский мультсериал.

## Список серий
- 1 серия. Первая встреча
- 2 серия. До весны не будить!
- 3 серия. Раз, два, три! Ёлочка гори! (Новогодняя песня)
- 4 серия. Следы невиданных зверей (Песенка про следы)
- 5 серия. С волками жить...
- 6 серия. День варенья (Песенка про варенье)
- 7 серия. Весна пришла! (Песенка про дружбу)
- 8 серия. Ловись рыбка! (Песенка про три желания)
- 9 серия. Позвони, мне позвони!
- 10 серия. Праздник на льду (Песенка про коньки)
- 11 серия. Первый раз, в первый класс
- 12 серия. Граница на замке
- 13 серия. Кто не спрятался, я не виноват!
- 14 серия. Лыжню!
- 15 серия. Дальний родственник
- 16 серия. Будьте здоровы!
- 18 серия. Большая стирка (Песенка О чистоте)
- 21 серия. Один дома (Песенка Одинокий праздник)
- 43 серия. Героями не рождаются